# おしゃべりオジサンと怒れる女
『おしゃべりオジサンと怒れる女』（おしゃべりオジサンといかれるおんな）は、2017年4月15日から2018年9月29日までテレビ東京系列で毎週土曜 23:55 - 翌0:20（JST）に放送されたトークバラエティ番組である。

## 概要
本番組は、レギュラー放送開始前の2016年12月24日（土曜） 22:30 - 23:55 に一度パイロット版の『華麗なる雑談〜古舘とジュニアと○○〜』を放送。その際、同特番にゲスト出演した坂上忍をレギュラーメンバーに加えてレギュラー番組化したのが本番組である。スポンサーは、前番組『じわじわチャップリン』から引き続きCygamesの一社提供。
2018年3月10日の放送で、4月より深夜からプライムタイム枠に昇格が発表された。同年4月7日以降の放送時間は毎週土曜 22:30 - 23:00 となり、タイトルも「おしゃべりオジサンとヤバイ女」に改題された。
2018年9月29日をもって放送終了。通算は72回（48回+24回）放送だった。
2018年10月2日に、BSテレ東にて『世の中自由にメッタ斬り！BSテレ東って何だ!?おしゃべりオジサンと怒れる日本人』を単発放送。
2019年1月3日に、『おしゃべりオジサン ヤバイ・オブ・ザ・イヤー2019』を放送。

## 出演者
- 古舘伊知郎（フリーアナウンサー） - 声は黄色
- 坂上忍 - 声は水色
- 千原ジュニア（千原兄弟） - 声は緑
- 字幕放送を行っているのはテレビ東京系列のみである。

## スタッフ
- ナレーション：尾崎由香
- 構成：樋口卓治、都築浩、寺田智和、大西右人
- リサーチ：中垣ヒデキ
- 技術：近藤剛史
- 映像：中山拓
- カメラ：吉田健吾
- 音声：松岡努、光山由貴子
- 照明：三浦弘
- 美術プロデューサー：薬王寺哲朗
- 美術デザイン：金森明日香
- 美術進行：田汲喜義
- 大道具：土田恵介
- 小道具：山下正美
- メイク：山田かつら
- 編集：平井剛、村田清和
- MA：渡辺剛盛
- 音響効果：小田切暁
- タイトル：ニイルセン
- CG：山口剛史（ALEX）
- 番宣：佐藤公佳
- デスク：渡邉京子
- 技術協力：テクノマックス、エスユー
- 美術・照明協力： テレビ東京アート
- AD：伊藤暁、高橋智也
- AP：竹内美佳
- ディレクター：井筒栄志（井筒→2017年5月6日 -）、祖父江里奈、石井栄一、南岡広紀
- 演出：佐久間宣行
- プロデューサー：伊藤隆行、露木寛子（露木→以前はAP）、中村肇、篠原一成（露木・篠原→2018年3月17日 -）
- チーフプロデューサー：越山進（2018年7月7日 - ）
- 制作協力：BEE BRAIN
- 製作著作：テレビ東京

### 過去のスタッフ
- 編集：安川修平
- 番宣：福井静
- AP：内田智子
- チーフプロデューサー：加藤正敏（2017年4月15日 - 2018年6月30日）

## エンディング曲
2017年
- 5月度：SpecialThanks「happy」（Grooovie Drunker Records）
- 6月度：Cinema staff「僕たち」（PONY CANYON）
- 7月度：クウチュウ戦「セクシーホモサピエンス」（ramble）
- 8月度：井上苑子「なみだ」（EMI RECORDS）
- 9月度：ジャックケイパー「カニカニカーニバル」（Riostar Records）
- 10月度：SA「MY ONLY LONEY WAR」（インペリアルレコード）
- 11月度：predia「Ms.Frontier」（CROWN GOLD）
- 12月度：Risky Melody「虹色☆time」（MAGNIFIQUE RECORD）

2018年
- 1月度：Amaryllis Bomb×JENNI「気分上々↗↗↗YUTORI re:mix」（NEO KINDER RECORD）
- 2月度：蒼天のハリー「ハピハピ」（SACRA MUSIC）
- 3月度：Czecho No Republic「テレパシー」（TRIAD）
- 4月度：DOTAMA「TECHNICS」feat.MAKA, SAM, NAIKA MC（SPACE SHOWER MUSIC）
- 5月度：THE FOREVER YOUNG「聖者の行進」（STEP UP RECORDS）
- 6月度：LADYBABY「ホシノナイソラ」（KING RECORDS）
- 7月度：FABLED NUMBER「I Bet My Life（or Death）」（CROWN STONES）
- 8月度：加藤和樹「HERO」（インペリアルレコード）
- 9月度：Czecho No Republic「Baby Baby Baby Baby」（TRIAD）

## ネット局と放送時間
| 放送対象地域   | 放送局             | 系列           | 放送時間（JST）                                      | 備考・脚注 |
| -------------- | ------------------ | -------------- | ---------------------------------------------------- | ---------- |
| 関東広域圏     | テレビ東京         | テレビ東京系列 | 土曜 23時55分 - 翌0時20分 ↓ 土曜 22時30分 - 23時00分 | 【制作局】 |
| 北海道         | テレビ北海道       | テレビ東京系列 | 土曜 23時55分 - 翌0時20分 ↓ 土曜 22時30分 - 23時00分 | 同時ネット |
| 愛知県         | テレビ愛知         | テレビ東京系列 | 土曜 23時55分 - 翌0時20分 ↓ 土曜 22時30分 - 23時00分 | 同時ネット |
| 大阪府         | テレビ大阪         | テレビ東京系列 | 土曜 23時55分 - 翌0時20分 ↓ 土曜 22時30分 - 23時00分 | 同時ネット |
| 岡山県・香川県 | テレビせとうち     | テレビ東京系列 | 土曜 23時55分 - 翌0時20分 ↓ 土曜 22時30分 - 23時00分 | 同時ネット |
| 福岡県         | TVQ九州放送        | テレビ東京系列 | 土曜 23時55分 - 翌0時20分 ↓ 土曜 22時30分 - 23時00分 | 同時ネット |
| 宮城県         | 東北放送           | TBS系列        | 金曜 1時55分 - 2時25分 （木曜深夜）                  | 遅れネット |
| 福島県         | テレビユー福島     | TBS系列        | 月曜 0時50分 - 1時20分 （日曜深夜）                  | 遅れネット |
| 静岡県         | 静岡放送           | TBS系列        | 火曜 0時55分 - 1時25分 （月曜深夜）                  | 遅れネット |
| 富山県         | 富山テレビ         | フジテレビ系列 | 水曜 0時35分 - 1時00分 （火曜深夜）                  | 遅れネット |
| 長野県         | 長野放送           | フジテレビ系列 | 水曜 0時25分 - 0時50分 （火曜深夜）                  | 遅れネット |
| 秋田県         | 秋田テレビ         | フジテレビ系列 | 金曜 1時50分 - 2時20分 （木曜深夜）                  | 遅れネット |
| 岩手県         | 岩手めんこいテレビ | フジテレビ系列 | 水曜 0時35分 - 1時05分 （火曜深夜）                  | 遅れネット |
| 山口県         | 山口朝日放送       | テレビ朝日系列 | 火曜 0時15分 - 0時42分 （月曜深夜）                  | 遅れネット |
| 広島県         | 中国放送           | TBS系列        | 月曜 10時00分 - 10時25分                             | 遅れネット |